# И смех и грех
«И смех и грех» — студийный альбом российской певицы Нексюши, выпущенный 17 июня 2022 года.

## Выпуск и продвижение
С альбома вышли четыре сингла, первым стал «Фемки», вышедший 19 мая 2021 года, второй — «Анимешница» 13 июля, «Дед инсайд» — 27 октября. Четвёртый сингл, под названием «Аллилуйя» был представлен 10 июня 2022 года, вместе с ним была объявлена точная дата альбома. Альбом вышел 17 июня 2022 года, на следующий день он попал на 18 место в российском, а также на 16 месте в эстонском и 97 месте в украинском чарте Apple Music.

## Содержание
В открывающей композиции альбома «Нексюша» певица поёт о своей популярности в ироничном окрасе. Во второй песне «Аллилуйя» повествуется о нестабильном состоянии и злобы на мир. «Девочка с косичками» записана совместно с певицей Мэйби Бэйби, а в «Дед Инсайд» ведётся рассказ от лица человека, который принадлежит данной субкультуре. В «Тупак Шакур» певица обращается к покойному американскому рэперу Тупаку, рассуждая о жанре хип-хопа. Обращаясь к нему, она говорит, что «мы всё проебали». «500 рублей» по сюжету адресована мёртвому должнику. «Весна», записанная с Гречкой написана в жанре инди-рок. Восьмой трек «Фемки» излагает мысли о феминизме и антифеминизме. «Айтишник» рассказывает о интимных отношениях с IT-специалистом, в конце у него «упал сервер». В ранее выпущенном сингле «Анимешница» Нексюша поёт от лица анимешницы.

## Отзывы
Алексей Мажаев поставил альбому 8 звёзд из 10, он назвал певицу «редким видом на нашей эстраде». Жанром альбома он определил R&B, в конце рецензии критик подводит итог, что Нексюше можно посоветовать «поработать над вокалом», но и отмечает «хотя, когда ты умеешь рассказывать истории, можно добиться поразительных результатов и без большого голоса». В The Flow написали, что «артистка исследует грани современной культуры». В «Афиша Daily» Николай Овчинников и Владимир Завьялов выразили мнение, что у певицы есть «остроумие Монеточки» «острословие и беспардонность Алёны Швец» и «звук» Доры. Говоря про альбом, они пишут, что певица делает «выразительные зарисовки» про айтишников, «дед-инсайдов», любителей кальян-рэпа и анимешниц.

## Список композиций
| №   | Название                                        | Длительность |
| --- | ----------------------------------------------- | ------------ |
| 1.  | «Нексюша»                                       | 2:40         |
| 2.  | «Аллилуйя»                                      | 2:52         |
| 3.  | «Девочка с косичками» (при участии Мэйби Бэйби) | 2:32         |
| 4.  | «Дед Инсайд»                                    | 2:16         |
| 5.  | «Тупак Шакур»                                   | 3:13         |
| 6.  | «500 рублей»                                    | 2:02         |
| 7.  | «Весна» (при участии Гречки)                    | 2:47         |
| 8.  | «Фемки»                                         | 2:12         |
| 9.  | «Девочка-кальян»                                | 2:07         |
| 10. | «Ха-ха-ха»                                      | 2:47         |
| 11. | «Айтишник»                                      | 2:10         |
| 12. | «Анимешница»                                    | 2:08         |
| 13. | «Тону» (при участии Lida)                       | 2:58         |
| 14. | «Дед Инсайд (Pmgt Remix)»                       | 2:39         |